# Реген (река)
Вижте пояснителната страница за други значения на Реген.
Реген (на немски: Regen; на чешки: Řezná) е река, дълга 190,93 km, в Чехия и преди всичко в Източна Бавария, Германия.
Тя е ляв приток на Дунав и най-дългата река в Горен Пфалц.
Реген извира в източния склон на планината Панцир (Панцер, 1214 m) при селището Задни Панцир в Бохемската гора (Шумава).
Германите наричат реката Регана. Римляните я наричат Реганум или Реганус. През 11 век, по времето на Нордгау (Бавария), реката се пише Регин, в документ от 1140 г. за пръв път Реген.